# Lijst van voetbalinterlands Noord-Korea - Singapore
Deze lijst van voetbalinterlands geeft een overzicht van alle officiële voetbalinterlands tussen de nationale teams van Noord-Korea en Singapore. De landen hebben tot op heden elf keer tegen elkaar gespeeld. De eerste ontmoeting, een kwalificatiewedstrijd voor de Azië Cup 1976, werd gespeeld in Hongkong op 5 mei 1975. Het laatste duel, een vriendschappelijke wedstrijd, vond plaats op 2 november 2010 in Hanoi (Vietnam).

## Wedstrijden
| №  | Plaats    | Datum            | Competitie                 | Wedstrijd               | Uitslag |
| -- | --------- | ---------------- | -------------------------- | ----------------------- | ------- |
| 1  | Hongkong  | 5 mei 1975       | Azië Cup 1976 kwalificatie | Noord-Korea − Singapore | 1 − 0   |
| 2  | Hongkong  | 26 december 1980 | WK 1982 kwalificatie       | Singapore − Noord-Korea | 0 − 1   |
| 3  | Singapore | 19 januari 1985  | WK 1986 kwalificatie       | Singapore − Noord-Korea | 1 − 1   |
| 4  | Namp'o    | 25 mei 1985      | WK 1986 kwalificatie       | Noord-Korea − Singapore | 2 − 0   |
| 5  | Singapore | 30 augustus 1986 | Vriendschappelijk          | Noord-Korea − Singapore | 2 − 0   |
| 6  | Doha      | 11 april 1993    | WK 1994 kwalificatie       | Noord-Korea − Singapore | 2 − 1   |
| 7  | Singapore | 26 april 1993    | WK 1994 kwalificatie       | Singapore − Noord-Korea | 1 − 3   |
| 8  | Singapore | 7 februari 2002  | Vriendschappelijk          | Singapore − Noord-Korea | 2 − 1   |
| 9  | Bangkok   | 12 februari 2002 | Vriendschappelijk          | Noord-Korea − Singapore | 4 − 2   |
| 10 | Singapore | 24 juni 2007     | Vriendschappelijk          | Singapore − Noord-Korea | 2 − 1   |
| 11 | Hanoi     | 2 november 2010  | Vriendschappelijk          | Singapore − Noord-Korea | 1 − 2   |

## Samenvatting
| Competitie            | Totaal gespeeld | Winst Noord-Korea | Gelijk | Winst Singapore | Doelsaldo Noord-Korea – Singapore |
| --------------------- | --------------- | ----------------- | ------ | --------------- | --------------------------------- |
| WK-kwalificatie       | 5               | 4                 | 1      | 0               | 9 – 3                             |
| Azië Cup-kwalificatie | 1               | 1                 | 0      | 0               | 1 − 0                             |
| Vriendschappelijk     | 5               | 3                 | 0      | 2               | 10 – 7                            |
| Totaal                | 11              | 8                 | 1      | 2               | 20 – 10                           |

DPR Korean Football Association · A-internationals · Selecties · Bondscoaches · Noord-Koreaans vrouwenelftal · Noord-Korea U21 · Noord-Korea U20 · Noord-Korea U19 · Noord-Korea U18 · Noord-Korea U17
1959 – 1969 · 
1970 – 1979 · 
1980 – 1989 · 
1990 – 1999 · 
2000 – 2009 · 
2010 – 2019
AC 1980 ·
AC 1992 ·
AC 2011 ·
AC 2015
WK 1966 ·
WK 2010
OS 1964 ·
OS 1976
1959 ·
1960 ·
1961–1964 · 
1965 ·
1966 ·
1967–1972 · 
1973 ·
1974 ·
1975 ·
1976 ·
1977 · 
1978 ·
1979 ·
1980 ·
1981 ·
1982 ·
1983–1984 · 
1985 ·
1986 ·
1987 · 
1988 ·
1989 ·
1990 ·
1991 ·
1992 ·
1993 ·
1994–1997 · 
1998 ·
1999 ·
2000 ·
2001 ·
2002 ·
2003 ·
2004 ·
2005 ·
2006 · 
2007 ·
2008 ·
2009 ·
2010 ·
2011 ·
2012 ·
2013 ·
2014 ·
2015 ·
2016 ·
2017
Afghanistan ·
Australië · 
Bahrein · 
Bangladesh · 
Bolivia · 
Brazilië · 
Bulgarije ·
Burkina Faso ·
Cambodja · 
Canada · 
Chili · 
China · 
Congo-Brazzaville · 
Egypte · 
Filipijnen · 
Finland · 
Griekenland · 
Guam · 
Guinee ·
Hongkong · 
India · 
Indonesië · 
Irak · 
Iran · 
Italië · 
Ivoorkust · 
Japan · 
Jemen · 
Jordanië · 
Kazachstan · 
Kirgizië · 
Koeweit · 
Letland · 
Libanon · 
Macau · 
Maleisië · 
Mali · 
Mexico · 
Mongolië · 
Myanmar · 
Nepal · 
Nigeria · 
Noorwegen · 
Oezbekistan · 
Oman · 
Pakistan ·
Palestina · 
Paraguay ·
Polen · 
Portugal · 
Qatar · 
Saoedi-Arabië · 
Singapore · 
Sovjet-Unie · 
Sri Lanka · 
Syrië · 
Tadzjikistan · 
Taiwan · 
Thailand · 
Turkmenistan · 
Venezuela · 
Verenigde Arabische Emiraten · 
Verenigde Staten · 
Vietnam · 
Zambia · 
Zuid-Afrika · 
Zuid-Korea · 
Zweden
Ivoorkust (2010) ·
FAS · 
Lijst van A-internationals · 
Singaporees vrouwenelftal
1960 – 1969 ·
1970 – 1979 ·
1980 – 1989 ·
1990 – 1999 ·
2000 – 2009 ·
2010 – 2019
Afghanistan ·
Argentinië ·
Australië · 
Azerbeidzjan · 
Bahrein · 
Bangladesh · 
Brunei · 
Cambodja · 
Canada · 
China · 
Denemarken · 
Fiji ·
Filipijnen · 
Finland · 
Ghana · 
Guam ·
Hongkong · 
India · 
Indonesië · 
Irak · 
Iran · 
Israël · 
Japan · 
Jemen ·
Jordanië · 
Kazachstan · 
Kirgizië · 
Koeweit · 
Laos · 
Libanon · 
Macau · 
Malediven · 
Maleisië · 
Mauritius ·
Mongolië · 
Myanmar · 
Nepal · 
Nieuw-Zeeland · 
Noord-Korea · 
Noorwegen · 
Oezbekistan · 
Oman · 
Oost-Timor · 
Pakistan · 
Palestina · 
Papoea-Nieuw-Guinea ·
Polen · 
Qatar ·
Salomonseilanden · 
Saoedi-Arabië · 
Sri Lanka · 
Syrië · 
Tadzjikistan · 
Taiwan · 
Thailand · 
Turkmenistan · 
Uruguay · 
Verenigde Arabische Emiraten · 
Vietnam · 
Zuid-Korea · 
Zuid-Vietnam · 
Zweden